# Лора Кей
Лора Камои (на английски: Laura Kamoie) е американска писателка, авторка на бестселъри в жанровете еротичен и паранормален любовен роман, еротичен трилър, исторически роман и документалистика. Пише еротични романи под псевдонима Лора Кей (на английски: Laura Kaye).

## Биография и творчество
Лора Крохан Камои е родена на 27 август 1970 г. в САЩ. Завършва колежа „Дикинсън“ през 1992 г. Получава през 1994 г. магистърска степен по история и през 1999 г. докторска степен за ранна американска история от Вирджинския колеж „Уилям и Мери“.
След дипломирането си работи като асистент и доцент по история в Американската военноморска академия. Първата ѝ книга Neabsco and Occoquan: The Tayloe Family Iron Plantations, 1730 – 1830 е публикувана през 2003 г.
През 2008 г. претърпява битов инцидент с мозъчна травма и след лечението си решава да започне да пише в свободното си време еротични любовни романи под псевдонима Лора Кей.
Първият ѝ еротичен паранормален любовен роман Forever Freed („Завинаги освободена“) е публикуван през 2011 г. Удостоен е с награда NJRW за най-добър паранормален роман и множество други номинации.
През 2012 г. романите ѝ от поредицата „Герой“ попадат в списъка на бестселърите на „Ню Йорк Таймс“.
През 2013 г. е публикуван първият ѝ роман „Тежко изпитание“ от еротичната поредица любовни романи „Хард Инк“. Сърдечната и невинна Бека Мерит посещава студиото за татуировки „Хард Инк“на Никълъс Рикси, бивш военен. Тя го моли да ѝ помогне в разследването на отвличането на брат ѝ от организирана престъпна група. С развитието на сблъсъка с престъпниците се задълбочава и страстното им привличане. Книгата става бестселър и е удостоена с награди за най-добър романтичен трилър.
След успеха на книгата тя напуска Акадимията и се посвещава на писателската си кариера.
През 2016 г. започва да пише и исторически романи заедно с писателката Стефани Драй. Първият от тях „America's First Daughter“ е публикуван през 2016 г. и представя романизираната биография на Марта Джеферсън.
Член е на Асоциацията на писателите на любовни романи на Америка и е била президент на отдела ѝ за съвременни романи.
Лора Камои живее със семейството си в Анаполис, Мериленд.

## Произведения

### Като Лора Кей

#### Самостоятелни романи
- Forever Freed (2011)

#### Серия „Сърца от Анемой“ (Hearts of the Anemoi)
1. North of Need (2011)
2. West of Want (2012)
3. South of Surrender (2013)
4. East of Ecstasy (2014)

#### Серия „Сърца в мрака“ (Hearts in Darkness)
1. Hearts in Darkness (2011)
2. Love in the Light (2016)

#### Серия „Герой“ (Hero)
1. Her Forbidden Hero (2012)
2. One Night With a Hero (2012)

#### Серия „Кралете на воините вампири“ (Vampire Warrior Kings)
1. In the Service of the King (2012)
2. Seduced By the Vampire King (2012)
3. Taken by the Vampire King (2013)

#### Серия „Хард Инк“ (Hard Ink)
1. Hard As It Gets (2013)
Тежко изпитание, изд.: „Тиара Букс“, София (2014), прев. Димитрия Петрова
2. Hard As You Can (2014)
Твърда решимост, изд.: „Тиара Букс“, София (2015), прев. Димитрия Петрова
3. Hard to Come By (2014)
Трудно признание, изд.: „Тиара Букс“, София (2016), прев. Димитрия Петрова
4. Hard to Let Go (2015)
Силно упорство, изд.: „Тиара Букс“, София (2018), прев. Димитрия Петрова

#### Серия „Открий разликите“ (Raven Riders)
1. Ride Hard (2016)
2. Ride Rough (2017)
3. Ride Wild (2017)

#### Серия „Богохулство“ (Blasphemy)
1. Bound to Submit (2016)
2. Mastering Her Senses (2017)
3. Eyes On You (2017)
4. Theirs to Take (2017)
5. On His Knees (2018)

#### Новели
- Just Gotta Say (2011)

#### Сборници
- Hard Ink Crossover Bundle (2018)

### Като Лора Камои

#### Самостоятелни романи
- America's First Daughter (2016) – със Стефани Драй
- My Dear Hamilton (2018) – със Стефани Драй

#### Документалистика
- Neabsco and Occoquan: The Tayloe Family Iron Plantations, 1730 – 1830 (2003)
- Irons in the Fire: The Business History of the Tayloe Family and Virginia's Gentry, 1700 – 1860 (2007)